# Green Island, Newfoundland (Witless Bay)
Green Island är en ö i Kanada.   Den ligger i provinsen Newfoundland och Labrador, i den östra delen av landet, 1 800 km öster om huvudstaden Ottawa. Ön ligger i viken Witless Bay.